# Mirella D’Angelo

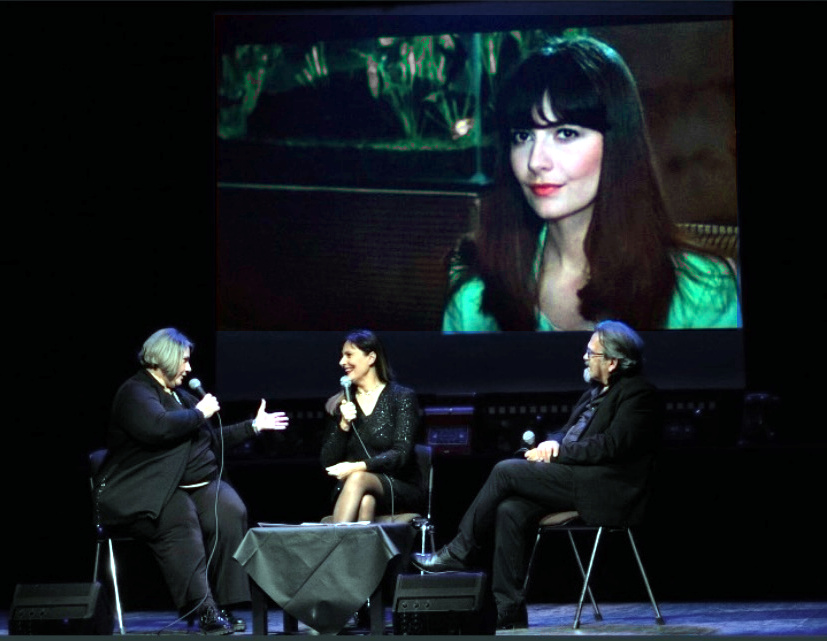
Mirella D'Angelo 2022

Mirella D’Angelo (ur. 16 sierpnia 1956 w Rzymie) – włoska aktorka filmowa. Występowała jako Liwia w filmie Kaligula.

## Wybrana filmografia
- Italia a mano armata(inne języki) (1976)
- Kaligula (1979) – Livia
- Błazen (1980) – Pamela Eagleton-George/Sophie Chaperon
- Ciemności (1982) –  Tilde
- Przygody Herkulesa (1983) – Circe